# زمین‌لرزه ۱۹۲۰ گوری
زمین‌لرزه گوری  در تاریخ ۲۰ فوریه ۱۹۲۰ میلادی، برابر با ‎۳۰ بهمن ۱۲۹۸، ساعت ۱۱:۴۵ به زمان یوتی‌سی در منطقه گوری کشور گرجستان رخ داد. بزرگی این زمین‌لرزه ۶٫۲ ریشتر و ژرفای آن ۱۱ کیلومتر اعلام شد. زمین‌لرزه به وقت محلی در روز جمعه، ساعت ۱۵ روی داده و منطقه زمانی آن یوتی‌سی +۴ بوده‌است.
سازمان زمین‌شناسی آمریکا نیز، جای این زمین‌لرزه را در مختصات ۴۲°۰۰′شمالی ۴۴°۰۶′شرقی / ۴۲°شمالی ۴۴٫۱°شرقی و بزرگی آن‌را برابر با ۶٫۲ در مقیاس ریشتر اعلام کرد. این سازمان، ژرفای این زمین‌لرزه را ۱۱ کیلومتر اعلام کرد.
شمار کشتگان زلزله حدود ۱۳۰ نفر بوده‌است.